# CA-08
La Carretera Centroamericana 08 (CA-08), conocida también como la Carretera Interoceánica, es una de las principales vías terrestres de América Central, que forma parte de la Red Vial Centroamericana. Esta ruta, considerada vital para la integración regional, atraviesa los países de Guatemala y El Salvador.

## Extensión
Con una longitud de 91 kilómetros, la CA-08 es reconocida por su variado paisaje, que incluye cadenas montañosas, llanuras agrícolas, áreas urbanas y regiones selváticas. A pesar de su importancia, su estado de conservación y modernización varía significativamente según el país.

## Carretera Centroamericana 8
La Carretera Centroamericana 8 (CA-8) es una ruta internacional que forma parte de la Red Vial Centroamericana. Su recorrido conecta el occidente de El Salvador con el sureste de Guatemala, facilitando el tránsito fronterizo, el comercio bilateral y el transporte regional. Esta carretera complementa a la CA-1 como ruta alterna entre ambos países.

## El Salvador
En El Salvador, la CA-8 comienza en la ciudad de San Salvador, capital del país, y se dirige hacia el occidente atravesando Santa Tecla, Armenia y Ahuachapán, hasta llegar al paso fronterizo de Las Chinamas, donde enlaza con la red vial guatemalteca. Es una vía pavimentada de uso intensivo, que conecta áreas residenciales, agrícolas y comerciales. Es frecuentemente utilizada por turistas y transportistas que se dirigen hacia Antigua Guatemala o Ciudad de Guatemala.

## Guatemala
En Guatemala, la CA-8 comienza en el paso fronterizo de Valle Nuevo, departamento de Santa Rosa, y continúa hacia el noroeste atravesando Barberena hasta llegar a la ciudad de Cuilapa, donde se enlaza con la CA-1. Este tramo es clave para el comercio local y la conectividad con el sur del país. También sirve como una ruta alterna de acceso hacia la capital guatemalteca desde El Salvador.

## Importancia regional
La CA-8 representa una vía secundaria pero estratégica dentro de la red centroamericana, ya que conecta directamente las regiones occidentales de El Salvador con el sur de Guatemala. Su uso frecuente por parte de vehículos turísticos, transporte comercial y población local la convierte en una ruta de integración regional complementaria a la CA-1 y a la CA-2.